# Dmitri Iurievici Petrov
Dmitri Iurievici Petrov (în rusă Дмитрий Юрьевич Петров, n. 16 iulie 1958, Stalinogorsk, RSFS Rusă, URSS) este un traducător și filolog rus.